# Admannshagen-Bargeshagen
Admannshagen-Bargeshagen är en kommun i Landkreis Rostock i förbundslandet Mecklenburg-Vorpommern i Tyskland.
Kommunen bildades 1962 genom en sammanslagning av Admannshagen och Bargeshagen.
Kommunen ingår i kommunalförbundet Amt Bad Doberan-Land tillsammans med kommunerna Bartenshagen-Parkentin, Börgerende-Rethwisch, Hohenfelde, Nienhagen, Reddelich, Retschow, Steffenshagen och Wittenbeck.